# 北海道道847号三岩日高線
北海道道847号三岩日高線（ほっかいどうどう847ごう みついわひだかせん）は、北海道沙流郡日高町内を結ぶ一般道道である。

## 概要

### 路線データ
- 起点：北海道沙流郡日高町三岩（国道237号交点）
- 終点：北海道沙流郡日高町本町西（国道274号交点）
- 総距離：4.9 km

## 歴史
- 1975年（昭和50年）3月31日 - 路線認定[1]。
- 2009年（平成21年）12月 - 新ルート開通。

## 地理

### 通過する自治体
- 日高振興局
  - 沙流郡日高町

### 主な接続道路
日高町
- 国道237号 - 三岩（起点）
- 国道274号 - 本町西（終点）

### 沿線にある施設など
日高町
- 日高国際スキー場
- 沙流川温泉
- 日高沙流川オートキャンプ場